# Damprichard
Damprichard ist eine französische Gemeinde mit 1.825 Einwohnern (Stand: 1. Januar 2022) im Département Doubs in der Region Bourgogne-Franche-Comté.

## Geographie
Damprichard liegt auf 822 m, sechs Kilometer östlich von Maîche und etwa 31 Kilometer südlich der Stadt Montbéliard (Luftlinie). Das Dorf erstreckt sich im Jura, am Rand des ausgedehnten Hochplateaus von Maîche, am Westfuß der Waldhöhen von Le Cotard und Bois de Roichenoz nördlich des tief eingeschnittenen Tals des Doubs, nahe der Grenze zur Schweiz. Das Gemeindegebiet gehört zum Regionalen Naturpark Doubs-Horloger.
Die Fläche des 21,90 km² großen Gemeindegebiets umfasst einen Abschnitt des französischen Juras. Der Hauptteil des Gebietes wird vom schwach reliefierten Hochplateau von Maîche eingenommen, das durchschnittlich auf 800 m liegt. Es ist überwiegend mit Wies- und Weideland bestanden, zeigt aber auch einige größere Waldflächen. Das Plateau besitzt keine oberirdischen Fließgewässer, weil das Niederschlagswasser im verkarsteten Untergrund versickert. Begrenzt wird das Plateau auf seiner Südostseite durch einen Höhenzug, der sich vom Peu de Grueresse nach Nordosten über den Cotard (990 m), den Bois de Roichenoz (993 m) bis zum Pré Maillot erstreckt, auf dem mit 1023 m die höchste Erhebung von Damprichard erreicht wird. Dieser Höhenzug grenzt das Plateau von Maîche vom canyonartig eingeschnittenen Tal des Doubs ab. Er ist vorwiegend bewaldet und wird durch verschiedene Mulden und Erosionstälchen untergliedert (Fond de la Seigne, Les Seignes de Damprichard).
Zu Damprichard gehören neben dem eigentlichen Ortskern verschiedene Weiler und zahlreiche Einzelhöfe, darunter:
- Les Pesses (835 m) am südlichen Ortsrand
- Chaboudot (792 m) inmitten des Hochplateaus von Maîche
- Le Prélot (816 m) am Rand des Hochplateaus von Maîche
- La Seignotte (827 m) in einer Talmulde am Westfuß des Cotard

Nachbargemeinden von Damprichard sind Thiébouhans, Trévillers und Ferrières-le-Lac im Norden, Belfays, Urtière und Charmauvillers im Osten, Charquemont im Süden sowie Cernay-l’Église im Westen.

## Geschichte
Der Ortsname leitet sich von der lateinischen Bezeichnung Dominus Ricardus (Herr Richard) ab, wobei nicht klar ist, ob es sich dabei um einen Heiligen oder um einen lokalen Herrscher handelt. Das p in Damprichard wurde erst im 19. Jahrhundert hinzugefügt. Seit dem 16. Jahrhundert gehörte Damprichard zur Grafschaft de la Roche. Zusammen mit der Franche-Comté gelangte das Dorf mit dem Frieden von Nimwegen 1678 an Frankreich. Im Jahr 1703 kam es zum Herrschaftsbereich der Grafen von Montjoie, in dem es bis zur Französischen Revolution blieb. Im 19. Jahrhundert wurde in Damprichard die Uhrenindustrie eingeführt, welche das wirtschaftliche Leben im Dorf über lange Zeit prägte. Eine bessere Verkehrsanbindung erhielt das Dorf 1905 mit der Eröffnung der Schmalspurbahn (Le Tacot), die von Morteau via Maîche bis nach Trévillers verkehrte. Der Betrieb dieser Eisenbahnstrecke wurde jedoch im Jahr 1952 eingestellt.

### Bevölkerungsentwicklung
| Jahr                       | 1962 | 1968 | 1975 | 1982 | 1990 | 1999 | 2005 | 2019 |
| Einwohner                  | 1741 | 1763 | 2016 | 1907 | 1858 | 1768 | 1788 | 1856 |
| Quellen: Cassini und INSEE |      |      |      |      |      |      |      |      |

Mit 1825 Einwohnern (Stand 1. Januar 2022) gehört Damprichard zu den mittelgroßen Gemeinden des Départements Doubs. In der ersten Hälfte des 20. Jahrhunderts bewegte sich die Einwohnerzahl stets im Bereich zwischen 1200 und 1350 Personen. Von 1950 bis Mitte der 1970er Jahre wurde ein kontinuierliches Bevölkerungswachstum verzeichnet. Mit mehr als 2000 Einwohnern wurde 1975 der bisherige Höchststand erreicht. Danach nahm die Einwohnerzahl aufgrund der Krise in der Uhrenindustrie deutlich ab, um seit Mitte der 1990er Jahre auf annähernd konstantem Niveau zu verbleiben.

## Sehenswürdigkeiten

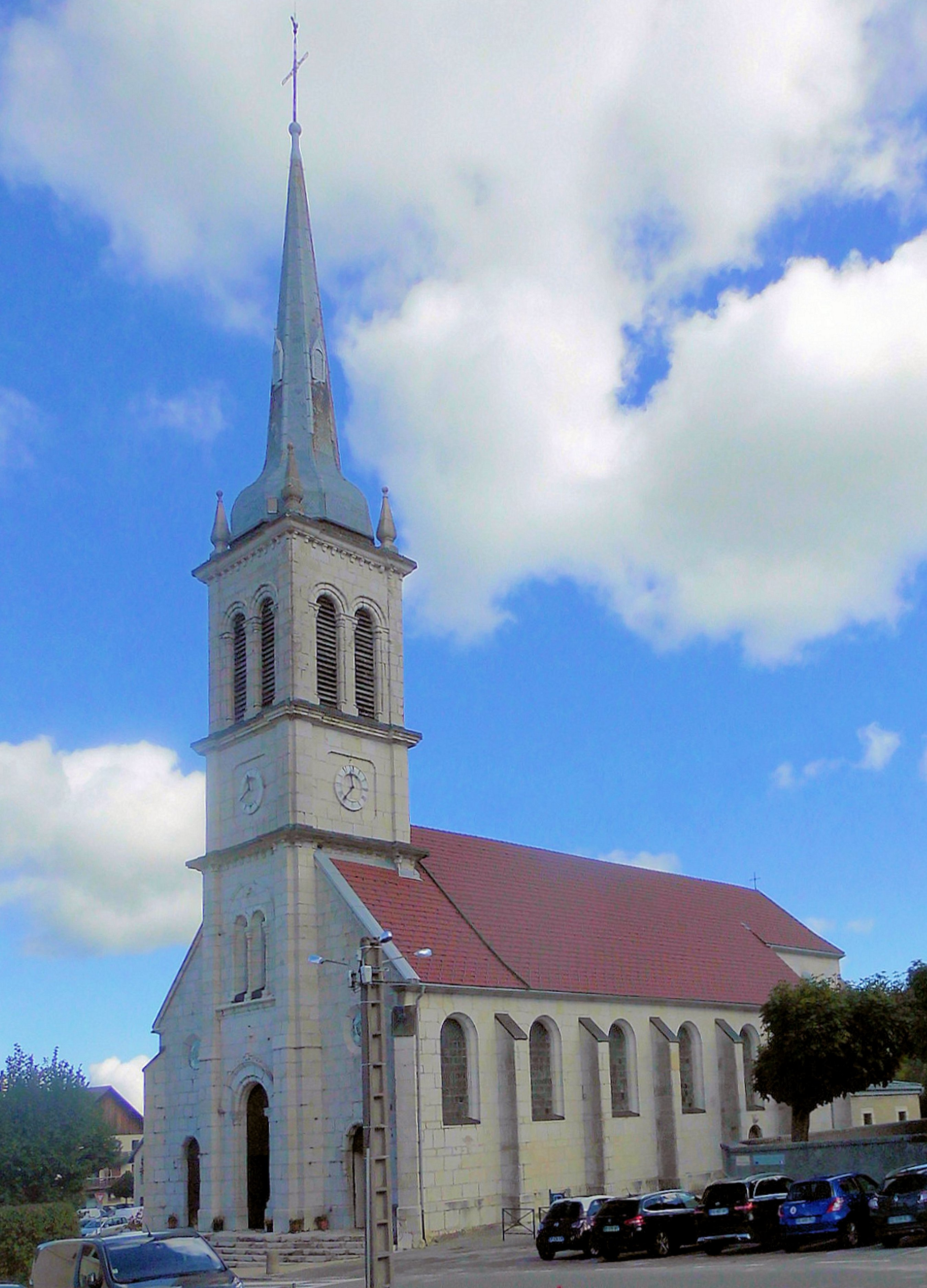
Kirche Sainte-Madeleine

Der heutige Bau der Kirche Sainte-Madeleine wurde im Jahr 1743 begonnen. 1862 wurde eine Vergrößerung und 1960 eine umfassende Restauration vorgenommen. Die Kirche besitzt eine reiche Ausstattung, darunter Altäre, eine Kanzel und Wandmalereien aus dem 18. Jahrhundert. 
Einige Bauernhäuser aus dem 17. bis 19. Jahrhundert im traditionellen Stil der Franche-Comté sind erhalten. Das Maison Farque (18. Jahrhundert) diente den Grafen von Montjoie als Jagdhaus. Beim Weiler Le Prélot befindet sich die Landkapelle Saint-Roch.

## Wirtschaft und Infrastruktur
Noch heute spielt die Uhrenindustrie in Damprichard eine wichtige Rolle. In dieser Branche, welche die Firmen Burdet, Créat'heure und Silvant umfasst, sind ungefähr 300 Personen beschäftigt. Hierzu gehören sowohl die Herstellung von Schmuckuhren wie auch die Fabrikation von Uhrengehäusen und Armbändern. Weitere wichtige Industriezweige sind die Mikromechanik und die Holzindustrie. Dank des großen Gemeindegebietes ist auch die Landwirtschaft (Viehzucht und Milchwirtschaft, Ackerbau) von Bedeutung.
Die Ortschaft ist verkehrstechnisch recht gut erschlossen. Sie liegt an der Departementsstraße D437a, die von Maîche via Goumois nach Saignelégier führt. Weitere Straßenverbindungen bestehen mit Charquemont und Trévillers.